# Bolla
Der Bolla (in Südalbanien auch als Bullar bekannt) ist ein Drache (oder eine dämonische, drachenartige Kreatur) mit einem langen Schlangenkörper, vier Beinen und kleinen Flügeln aus der Albanischen Folklore.
Dieser Drache schläft das ganze Jahr über, bis er am Georgstag erwacht und mit seinen silbernen Facettenaugen in die Welt starrt. Dies tut er, bis er einen Menschen erblickt, ihn verschlingt und seine Augen schließt, um erneut ein Jahr lang zu schlafen. In seinem zwölften Lebensjahr entwickelt sich der Bolla, indem er neun Zungen, Hörner, eine Wirbelsäule und größere Flügel bekommt. In dieser Zeit lernt er, wie man Feuer speit, was die ganze Zeit über seine verborgene Fähigkeit war. Ab diesem Zeitpunkt wird er Kuçedra (Hydra) genannt. Er verursacht Dürren und Wasserknappheit und wird nur durch Menschenopfer besänftigt. Der Kuçedra wird manchmal als riesige Frau mit behaarten Körper und Hängebrüsten beschrieben.